# Anelaphus mutatum
Anelaphus mutatum är en skalbaggsart som först beskrevs av Charles Joseph Gahan 1890.  Anelaphus mutatum ingår i släktet Anelaphus och familjen långhorningar.
Artens utbredningsområde är:
- Bahamas.
- Kuba.

Inga underarter finns listade i Catalogue of Life.